# Parafia Matki Bożej Częstochowskiej i św. Stanisława w Świeciu
Parafia Matki Boskiej Częstochowskiej i Świętego Stanisława Biskupa w Świeciu – parafia rzymskokatolicka w Świeciu, należąca do dekanatu Świecie nad Wisłą diecezji pelplińskiej.

## Historia
Została utworzona w 1990 po odbudowie zniszczonego w 1945 roku kościoła farnego.

## Terytorium
Parafia swoim zasięgiem obejmuje ulice: Browarowa, Farna, Księcia Grzymisława, Mały Rynek, Mickiewicza (do numeru 19), Mostowa, Nadbrzeżna, Parowa, PCK, Pocztowa, Sądowa (do numeru 12), Szkolna, Wodna, Zamkowa, Zielona oraz miejscowość Żurawia Kępa.

## Proboszczowie
- ks. Kazimierz Grajewski (do 2020)
- ks. Marcin Wawrzynkowski (od 2020)[1]